# Sauris poeciloteucta
Sauris poeciloteucta là một loài bướm đêm trong họ Geometridae.